# Bodhidharma

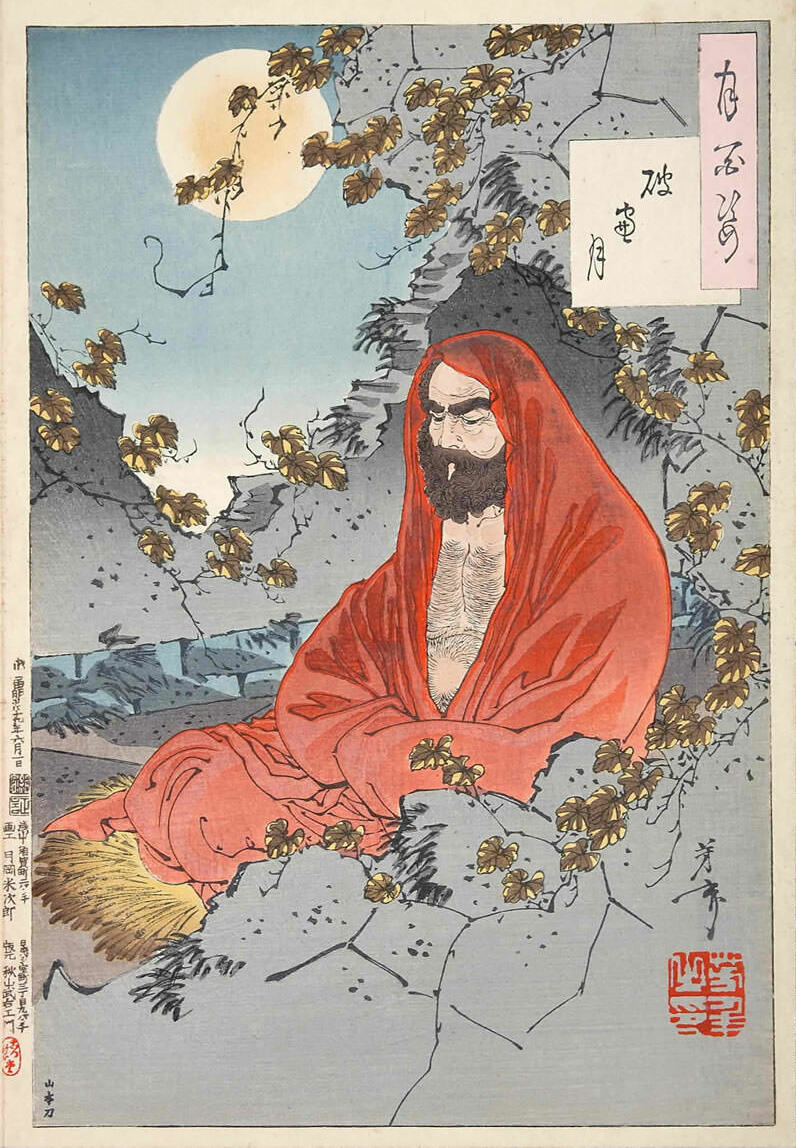
Representación japonesa de Bodhidharma, por Yoshitoshi, 1887.

Bodhidharma (sánscrito: बोधिधर्म; chino: 菩提達摩, pinyin: Pútídámó o simplemente Dámó; Wade-Giles Tamo; japonés 達磨 o ダルマ, Daruma) fue un monje de origen indio, el vigésimo octavo patriarca del budismo y el primer patriarca legendario y fundador de la forma de budismo Zen o Chán. Proveniente del Imperio kushán, llegó a China bajo el reino del emperador Wu del Liang (502-549 d. C.).

## Biografía
Antes de llegar a China, Boddidharma o Da Mo ya había realizado tres periodos de meditación intensa.
En un tiempo en el cual el budismo estaba atravesando una etapa de rápido crecimiento, el abad mayor puso un cartel en la puerta principal del monasterio convocando a monjes para ir a China a transmitir el budismo; muchos monjes y discípulos leyeron el anuncio, pero ninguno se ofreció como voluntario. Da Mo miró el aviso y lo arrancó en seco, por lo que fue llevado con el abad mayor, quien tajantemente le dijo:

"El peso de esta tarea es más grande que una montaña. ¿Podrás cargarlo?"

A lo que Da Mo respondió:

"Serviré al Buda con todo mi corazón"

El abad continuó:

"¿Y si fallaras?"

Da Mo contestó:

"De acuerdo a nuestras reglas seré castigado a que mi cuerpo sea aplastado sin remordimientos."

Después de escuchar sus respuestas y ver la determinación de su espíritu, el abad permitió a Da Mo viajar a China con el Budismo.

### Estancia en China

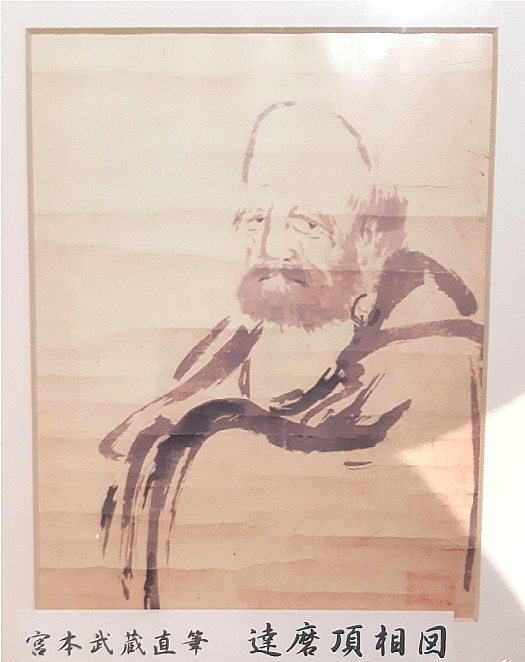
Bodhidharma (chino: 達磨; Hiragana: だ る ま; Romaji: Daruma), pintado por Miyamoto Musashi, artista espadachín y filósofo, cerca de Takuan Soho, monje de la secta Rinzai (vinculada a la casta samurái) fundada por el 28.º Patriarca.

Al llegar a China, Da Mo pasó por Guangzhou (Cantón) y después fue a Nankín (Colina Dorada). Da Mo, después de un tiempo, decidió dirigirse hacia el norte para encontrar un lugar donde establecerse y comenzar a transmitir su enseñanza. El día que decidió dejar Nankín y cruzar el río Changjiang (Yangtze o río Azul) para dirigirse al norte, las personas del lugar hicieron, deliberadamente, zarpar todas las naves con la intención de poner a prueba al monje extranjero. Cuando Da Mo llegó al río, observó que no había un solo bote disponible, pero que a ambos lados del río se había reunido una gran cantidad de personas que habían venido a verlo cruzar. Da Mo, intuyendo lo que estaba pasando, miró a su alrededor y vio a una anciana que sostenía un junco; Da Mo se acercó a ella, juntando sus manos se inclinó en señal de reverencia y le pidió prestado el junco explicándole que deseaba cruzar el río de 400 metros de ancho. Cuando la mujer le dio la caña, Da Mo caminó hasta la orilla y la colocó en las aguas del Changjiang, puso sus manos juntas, su mente en calma y su mirada dentro de sí; colocó ambos pies en el junco y comenzó a cruzar el enorme río impulsado suavemente por la brisa del sudeste mientras hacía una reverencia despidiéndose de la anciana.
Hoy construida frente al salón de los héroes enjoyados, hay una tablilla de piedra en la cual está grabada la figura de un monje; tiene cejas pobladas, ojos grandes, pómulos prominentes, cara afilada, con barba y bigote poblados, grandes aretes en sus orejas y sus pies descalzos apoyados en un junco, mientras cruza un río.
Al llegar a Songshan (la montaña central de China) Da Mo se estableció en Shaolin para iniciar con su enseñanza. Hacia el norte del monasterio, a medio camino hacia la montaña de los cinco animales, hay una pequeña cueva, del tamaño de un cuarto pequeño, la cual mira directamente hacia el sol. Al inicio de su vida en Shaolin, Da Mo solía escalar la montaña durante el día y sentarse en la cueva frente a la pared en estado de chana (meditación chan) y durante las tardes bajaba al monasterio a conversar de budismo con los otros monjes. Pero después de un tiempo ya no bajó al monasterio, sino que se quedó sentado frente a la pared, concentrado en lo fundamental. Así pasaron los años, y cuando se cansaba se ponía de pie y comenzaba a hacer ejercicios, algunos imitando a los movimientos y estrategias de defensa de los animales que observaba a su alrededor, desarrollando lo que después se conocería como Gong Fu Shaolin (conocido en occidente como Kung Fu Shaolin). Una vez que  el entumecimiento había desaparecido, volvía a la cueva, se sentaba, se deshacía de todo pensamiento y guardaba silencio.
Un hombre puede tolerar meditar durante primavera y otoño, pero en verano, cuando enjambres de mosquitos y todo tipo de insectos lo devoran, se convierte en algo insoportable. Había años en los que la cara de Da Mo tenía tantas picaduras que se veía hinchada y deforme; pero él se mantenía inalterable, inmerso en su silencio. La región de Shaolin es muy montañosa, rodeada por valles profundos. En el invierno se pueden escuchar lobos, tigres y panteras. En una ocasión un joven monje subió a la cueva para llevarle algo de comida a Da Mo y encontró a un lobo que, apoyando sus patas en los hombros del maestro, acercaba su hocico jadeante a su cuello. El joven monje gritó con todas sus fuerzas; el lobo aulló y salió corriendo mientras Da Mo seguía inmutable. Durante un invierno ventoso y seco, durante el cual el helado aire del norte soplaba por toda la montaña y ni nieve ni lluvia habían caído, el pasto seco se prendió en llamas y en poco tiempo toda la montaña estaba envuelta en fuego. Desde el monasterio todos podían ver cómo el fuego había llegado a la entrada de la cueva, así que varios monjes subieron entre las llamas batallando con el fuerte viento; pero al llegar a la cueva encontraron a Da Mo de cara a la piedra sin señal de movimiento alguno.
Da Mo meditó durante un total de nueve años. Se dice que después de tres mil días mirando la pared, su sombra se marcó en la piedra y en ésta se puede ver la figura de un hombre sentado con las piernas cruzadas y las manos al frente juntas en meditación. Después de nueve años de meditación en el lugar, la gente comenzó a llamar a la cueva "la cueva de Da Mo". Hoy en día la cueva se puede visitar en el interior del monasterio Shaolin, y frente a ésta se encuentra un arco de piedra en cuyo lado sur se encuentran grabadas las palabras "Mo Xuan Chu": "El lugar de profundo silencio", frase compuesta por Hu Bin, un oficial del gobierno que vivió durante la dinastía Song; en el lado norte están grabadas las palabras "Dong Lai Zhao Ji": "La marca del principio del este", escritas por Jin Xi de Yandu, durante la dinastía Ming. Afuera de la cueva, en la pared oeste, está escrito un poema de cuatro versos compuesto durante la dinastía Ming por Su Minwang de Changdan, que dice:

'"¿Quién puede dominar la gran sabiduría del oeste?

Nueve años de entrenamiento en la montaña de cinco animales. 

Si el verdadero entendimiento se puede alcanzar en el mundo de los hombres,

entonces es Da Mo quien ha alcanzado ese fin."

En sus últimos años, a pesar de estar enfermo, visitó el monasterio de Qianwang en Luoyang para realizar una ceremonia budista. Cuando Da Mo dejó este mundo, los otros monjes en el monasterio Shaolin, como una manera de recordarlo, retiraron la piedra de la pared donde solía meditar. Esta roca ahora se encuentra dentro del monasterio para que todos puedan admirarla. El famoso poeta XiaoYuanji compuso, en memoria de la piedra, un poema que dice:

"Una piedra en Shaolin; todos dicen que es un hombre. 

Claramente es un hombre, claramente es una piedra.

¿Qué piedra? La piedra de meditación. 

¿Qué hombre? El hombre meditativo. 

El Buda meditativo, hijo de un rey, sentado por nueve años. 

Hecho del Buda, un cuerpo vacío, el cuerpo impreso en el espíritu de la roca.

La forma de la roca por siempre controlando el destino de la escuela Shaolin. "

## Práctica y enseñanza

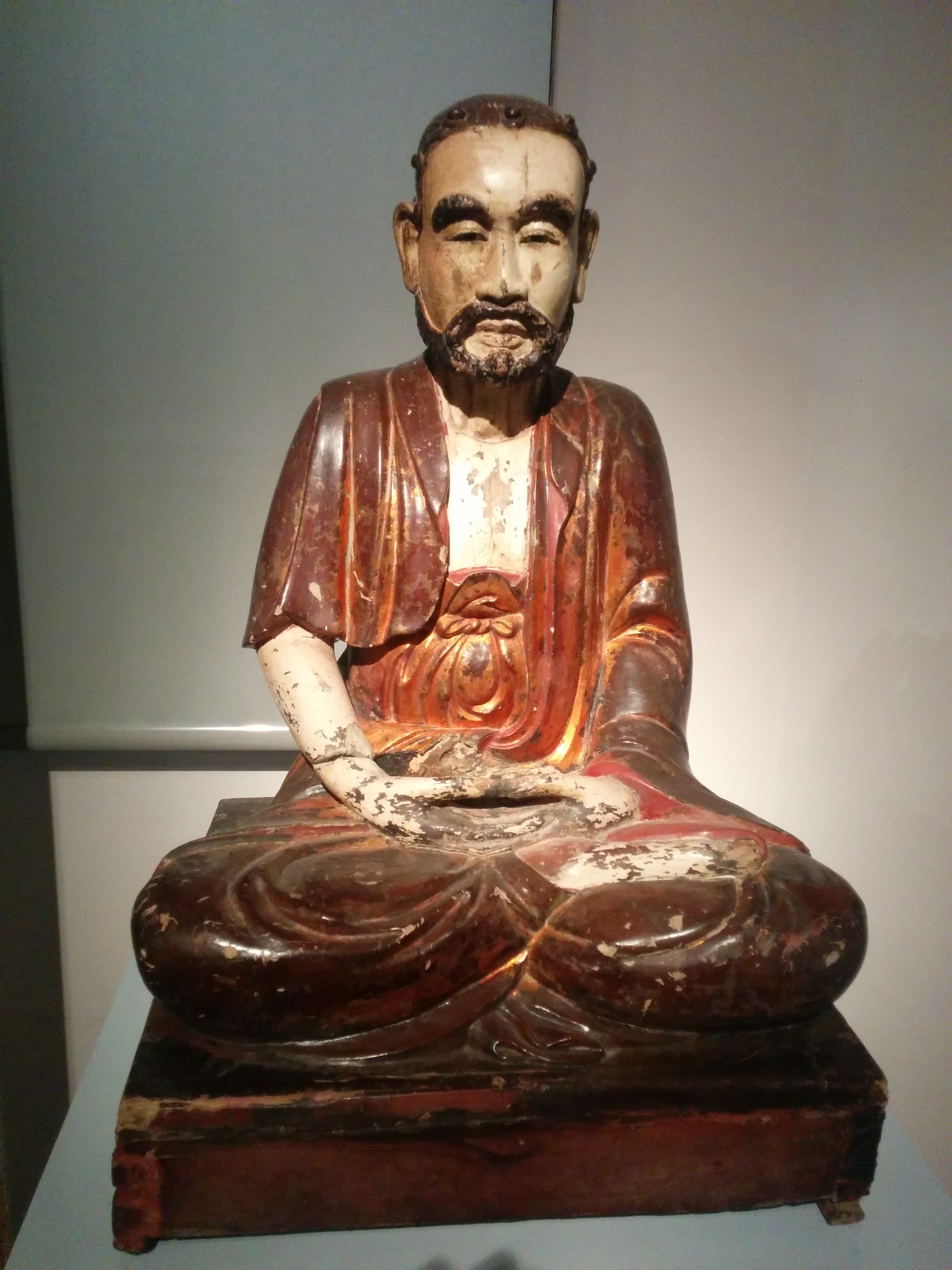
Estatua de Bodhidharma,, Vietnam.

### Dos entradas y cuatro prácticas
Tradicionalmente se considera que Bodhidharma introdujo la práctica budista Mahayana de dhyana (meditación) en China. Según los eruditos modernos, como el erudito japonés de Chan Yanagida Seizan, generalmente sostienen que el Dos Entradas y Cuatro Prácticas org/books/0847.htm (二入四行論) es la única obra existente que puede atribuirse a Bodhidharma y, como tal, es la fuente principal de nuestro conocimiento de su enseñanza.
Según este texto, Bodhidharma enseñó dos "entradas" al Dharma. La primera es una enseñanza subitista que aprehende directamente el principio último o verdadera naturaleza de la realidad (naturaleza búdica). La segunda entrada trata de cuatro prácticas: (1) aceptar todos nuestros sufrimientos como fruto del karma pasado, (2) aceptar nuestras circunstancias con ecuanimidad, (3) estar sin ansia, y (4) abandonar los pensamientos erróneos y practicar las seis perfecciones.
Según Yanagida Seizan, la primera "entrada de principio", fue la enseñanza subitista que deriva del pensamiento de la iluminación repentina de Tao-sheng, mientras que las cuatro prácticas son una reelaboración del "cuatro fundamentos de la atención plena", que eran populares en los círculos de meditación budista de finales del período de las Seis Dinastías.

### Mirar a la pared

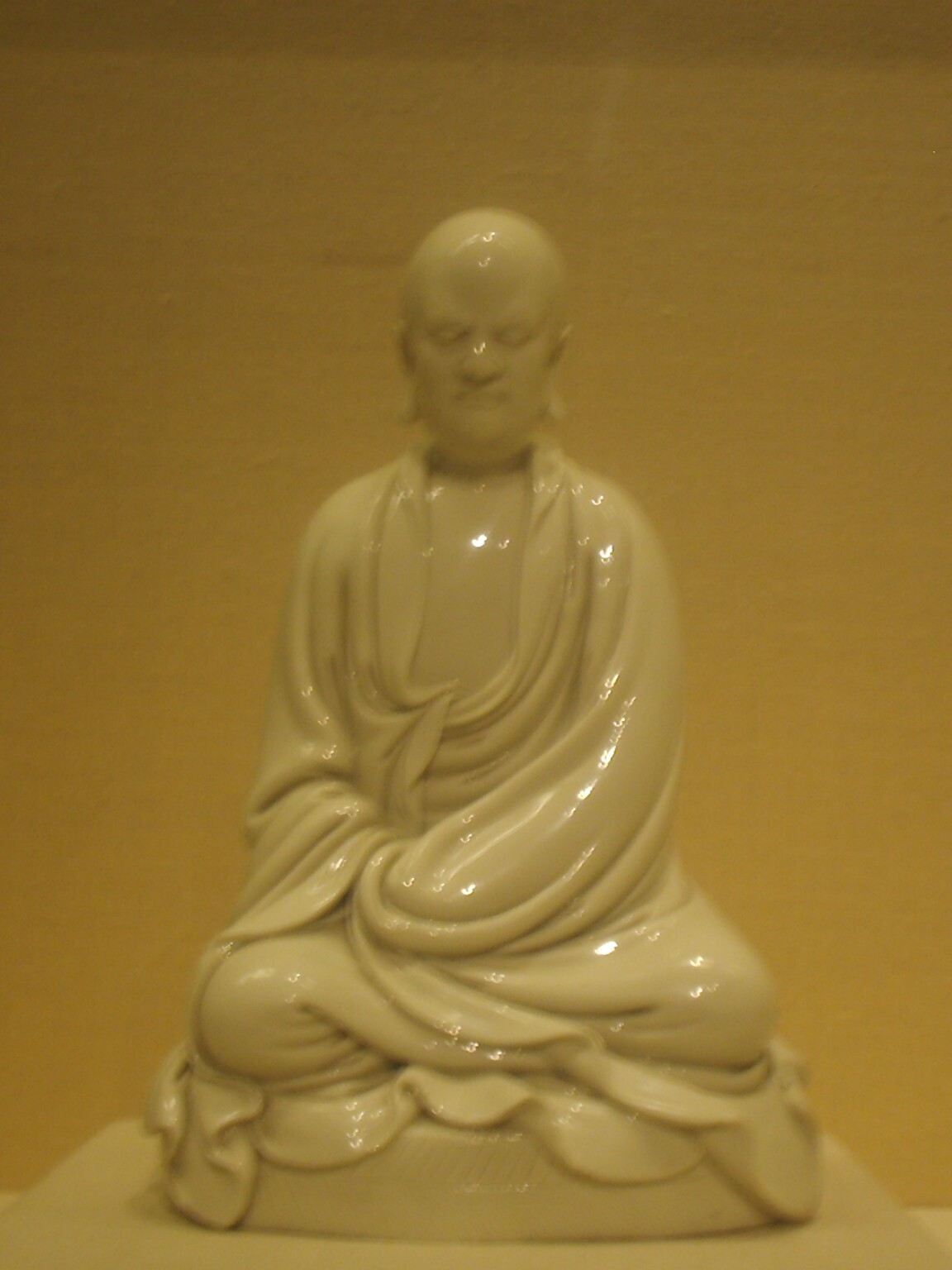
Una estatuilla de porcelana Dehua ware de Bodhidharma de finales de la dinastía Ming, siglo XVII

Tanlin, en el prefacio a Dos entradas y cuatro prácticas, y Daoxuan, en las Biografías adicionales de monjes eminentes, mencionan una práctica de Bodhidharma denominada mirar a la pared (壁觀 bìguān). Tanto Tanlin traduce 壁觀 como "examinar la pared".}} como Daoxuan asocian este "mirar a la pared" con "aquietar [la] mente" (en chino, 安心; pinyin, ānxīn).
En las Dos Entradas y Cuatro Prácticas, el término "mirar a la pared" se da de la siguiente manera:

Aquellos que vuelven de la ilusión a la realidad, que meditan en las paredes, en la ausencia del yo y del otro, en la unidad del mortal y del sabio, y que permanecen impasibles incluso ante las escrituras, están en completo y tácito acuerdo con la razón".  ofrece una interpretación más literal de la frase clave 凝住壁觀 (níngzhù bìguān) como "[quien] en un estado coagulado permanece en el examen de las paredes".

Daoxuan afirma: "los méritos del Mahāyāna mirando a la pared son los más elevados".. Estas son las primeras menciones en el registro histórico de lo que puede ser un tipo de meditación que se atribuye a Bodhidharma. No se sabe con exactitud qué tipo de práctica era la "contemplación de pared" de Bodhidharma. Casi todos los relatos la han tratado como una variedad indefinida de meditación, como Daoxuan y Dumoulin, o como una variedad de meditación sentada similar al zazen (en chino, 坐禪; pinyin, zuòchán) que más tarde se convirtió en una característica definitoria del Chan. Esta última interpretación es particularmente común entre quienes trabajan desde el punto de vista Chan.
También ha habido, sin embargo, interpretaciones de "mirar a la pared" como un fenómeno no meditativo. donde se ofrece una interpretación del Budista Tibetano de "mirar a la pared" como algo parecido al Dzogchen. 

### ElLaṅkāvatāra Sūtra
Hay textos tempranos que asocian explícitamente a Bodhidharma con el Laṅkāvatāra Sūtra. Daoxuan, por ejemplo, en una recensión tardía de su biografía del sucesor de Bodhidharma Huike, tiene el sūtra como un elemento básico e importante de las enseñanzas transmitidas por Bodhidharma:

Al principio, el maestro Dhyana Bodhidharma tomó el rollo de cuatro Laṅkā Sūtra, se lo entregó a Huike y le dijo: "Cuando examino la tierra de China, está claro que sólo existe este sutra. Si te basas en él para practicar, podrás atravesar el mundo"

Otro texto temprano, el "Registro de los maestros y discípulos del Laṅkāvatāra Sūtra'" (en chino tradicional, 楞伽師資記; pinyin, Léngqié Shīzī Jì) de Jingjue (淨覺; 683-750), también menciona a Bodhidharma en relación con este texto. El relato de Jingjue también hace mención explícita de la "meditación sentada" o zazen:
Para todos aquellos que se sentaban a meditar, el maestro Bodhi[dharma] ofrecía también exposiciones de las principales porciones del Laṅkāvatāra Sūtra, que se recogen en un volumen de doce o trece páginas [...] que lleva el título de "Enseñanza del [Bodhi-]Dharma".
En otros textos tempranos, la escuela que más tarde se conocería como budismo Chan se denomina a veces "escuela Laṅkāvatāra" (楞伽宗 Léngqié zōng)..
El Laṅkāvatāra Sūtra, uno de los sutras Mahayana, es un texto muy "difícil y oscuro" cuyo impulso básico es hacer hincapié en "la iluminación interior que acaba con toda dualidad y se eleva por encima de todas las distinciones".}. Se encuentra entre los primeros y más importantes textos de Yogācāra de Asia Oriental.
Según Suzuki, uno de los énfasis recurrentes en el Laṅkāvatāra Sūtra es la falta de confianza en las palabras para expresar eficazmente la realidad:
Si, Mahamati, dices que debido a la realidad de las palabras los objetos son, esta charla carece de sentido. Las palabras no se conocen en todas las tierras de Buda; las palabras, Mahamati, son una creación artificial. En algunas tierras búdicas, las ideas se indican con la mirada fija, en otras con gestos, en otras con el ceño fruncido, con el movimiento de los ojos, con la risa, con el bostezo, con el carraspeo, con el recogimiento o con el temblor.
En contraste con la ineficacia de las palabras, el sūtra subraya en cambio la importancia de la "autorrealización" que se "alcanza mediante la sabiduría noble" y que, según Suzuki, se produce "cuando se tiene una visión de la realidad tal como es":. "La verdad es el estado de autorrealización y está más allá de las categorías de discriminación". Según Suzuki, reflejando su propio énfasis en kensho, el sūtra pasa a esbozar los efectos últimos de una experiencia de autorrealización:
El bodhisattva] se familiarizará a fondo con la noble verdad de la autorrealización, se convertirá en un perfecto maestro de su propia mente, se conducirá sin esfuerzo, será como una gema que refleja una variedad de colores, será capaz de asumir el cuerpo de la transformación, será capaz de entrar en las mentes sutiles de todos los seres y, debido a su firme creencia en la verdad de la Mente-solamente, al ascender gradualmente por las etapas, se establecerá en la Budeidad. 

## En el cine
- En 1994 se estrenó el filme hongkonés sobre la vida de Bodhidharma titulado Master of Zen (達摩祖師傳) y dirigido por Brandy Yuen.[27]